# Alfred Cheetham

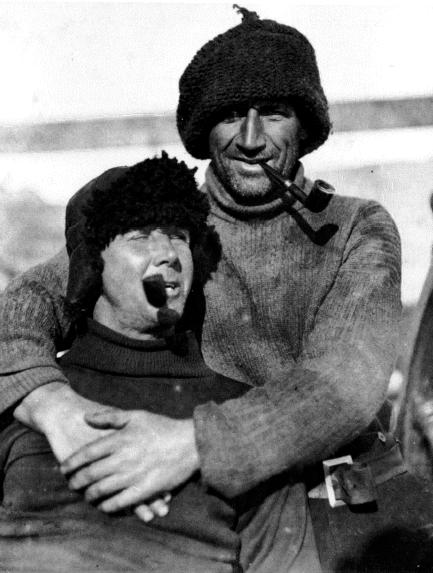
Alfred Cheetham (links) mit Thomas Crean an Bord der Endurance (circa 1914)

Alfred “Alf” Buchanan Cheetham (* 6. Mai 1867 in Liverpool; † 22. August 1918, ertrunken in der Nordsee bei Blyth) war ein britischer Seemann und Forschungsreisender bei der Erkundung der Antarktis während des so genannten Goldenen Zeitalters der Antarktis-Forschung.

## Leben
Alfred Cheetham kam als Sohn von John und Annie Elizabeth Cheetham in Liverpool zur Welt. Im Alter von etwa 10 Jahren zog er mit seinen Eltern von dort nach Hull. Schon als Teenager ging er zur See und arbeitete bei einer Fischereiflotte in der Nordsee. Später wurde er Bootsmann und diente als Reservist der Royal Navy. Mit seiner Frau Eliza Sawyer hatte er 13 gemeinsame Kinder.
Cheetham nahm an vier bedeutenden Antarktisexpeditionen teil. Während der Discovery-Expedition (1901–1904) unter der Leitung von Robert Falcon Scott war er an Bord des Schiffes Morning an der Rettung der auf der Hut-Point-Halbinsel im Eis eingeschlossenen Expeditionsteilnehmer beteiligt. Ernest Shackleton machte ihn zum dritten Offizier an Bord der Nimrod während der Nimrod-Expedition (1907–1909). Bei Scotts tödlich endendem Versuch, im Verlauf der Terra-Nova-Expedition (1910–1913) den Südpol zu erreichen, diente Cheetham als Bootsmann an Bord der Terra Nova. Da er zu diesem Zeitpunkt Familienvater war, wurde er bei der Auswahl der Mannschaft, die sich auf die Suche nach Scott und seinen Begleitern machte, übergangen. Als er während der Endurance-Expedition (1913–1916) erneut als Bootsmann und dritter Offizier von Shackleton angeheuert wurde, war der bereits 47-jährige Cheetham der Expeditionsteilnehmer mit der größten Antarktiserfahrung. Zum Zeitpunkt der Rettung der Gruppe unter der Leitung von Frank Wild auf Elephant Island hatte er insgesamt fast sechs Jahre in antarktischen Gewässern verbracht.
Cheetham galt unter seinen Kollegen als Spassvogel. Frank Worsley bezeichnete ihn einmal als „Pirat bis in die Fingerspitzen“. Während des gemeinsamen Aufenthaltes auf Elephant Island war laut Worsleys Darstellung der Besitz von Streichhölzern derart wertvoll, dass ihm Cheetham für ein einziges Streichholz eine Flasche Champagner bot. Diese wollte Cheetham Worsley überreichen, sobald er seinen eigenen Pub in Hull eröffnete. Doch dazu sollte es nicht mehr kommen.
Nach seiner Rückkehr von der Endurance-Expedition erfuhr Cheetham, dass sein 16-jähriger Sohn William Alfred während des Dienstes auf dem Kreuzfahrer Adriatic ums Leben gekommen war. Cheetham meldete sich freiwillig zum Kriegsdienst bei der Handelsmarine und diente als zweiter Offizier auf dem Dampfschiff Prunelle. Er starb am 22. August 1918 auf der Fahrt von London nach Dundee beim Untergang des Schiffes, nachdem dieses vom deutschen U-Boot UB-112 unter Kommandant Wilhelm Rhein zwei Seemeilen südöstlich von Blyth torpediert worden war.
Für seine Verdienste bei der Endurance-Expedition wurde Cheetham mit der silbernen Polarmedaille ausgezeichnet. Zudem sind das Kap Cheetham und die Cheetham-Eiszunge nach ihm benannt, die sich beide im ostantarktischen Viktorialand befinden.